# Malmö rådhus
Malmö rådhus är Malmös före detta rådhus, färdigställt år 1546. Det är beläget vid Stortorget i Malmö.

## Helgeandsklostret
I nordvästra delen av platsen för det nuvarande Stortorget låg under medeltiden det stora Helgeandsklostret. Klostret med kyrka och trädgård och kyrkogård upptog en fjärdedel av nuvarande torgyta.  I samband med reformationen i Danmark kunde den mäktige borgmästaren Jörgen Kock riva ner klostret och på dess mark anlägga det nuvarande Stortorget. Nedrivningen skedde 1536–38. Stortorget kom att bli ett av 1500-talets största torg i Norden. Malmö var vid denna tid en av de största städerna i Norden och därför började man också uppbygga ett nytt rådhus utmed den östra torgsidan.

## Historik

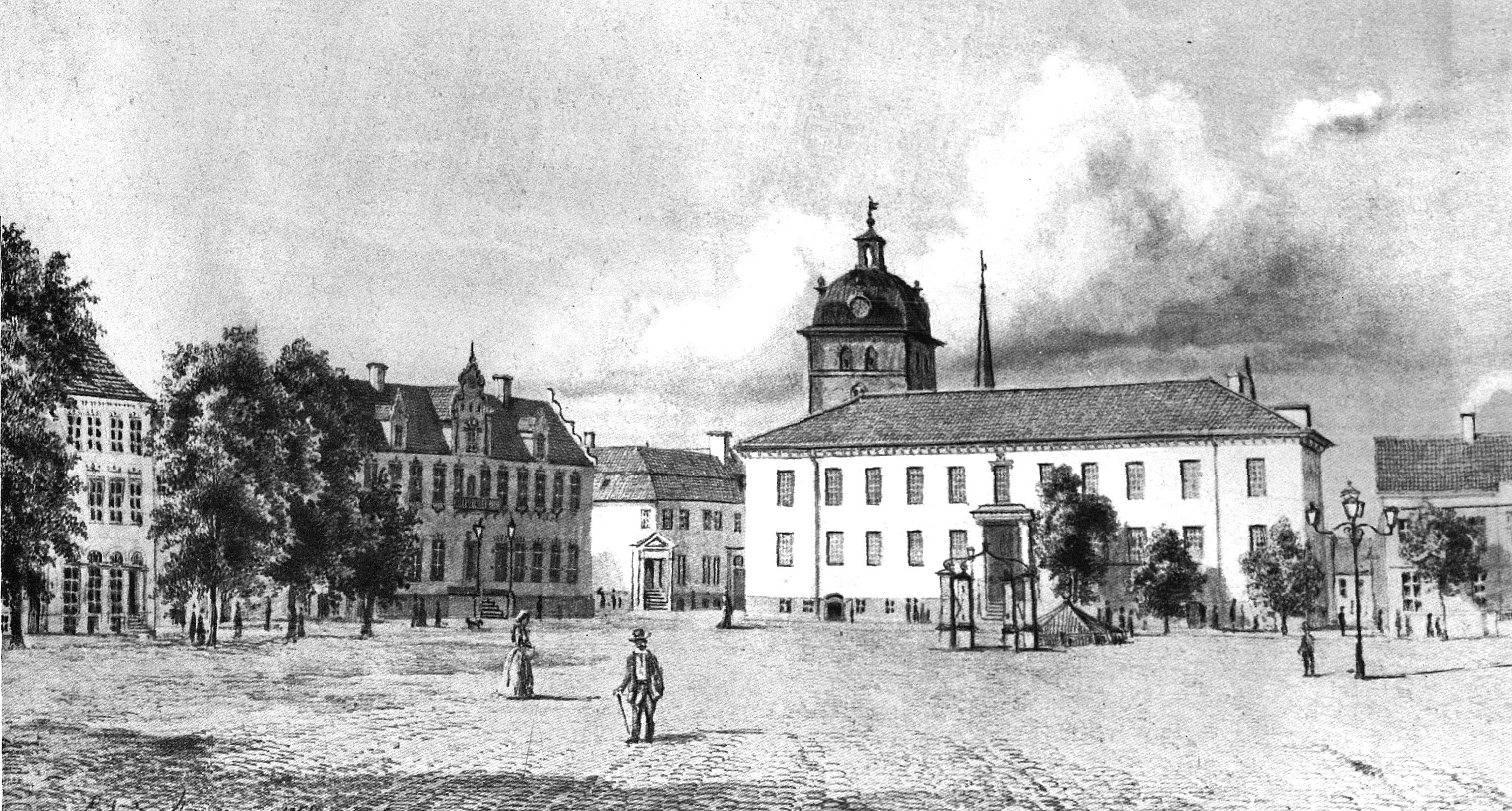
Rådhusets fasad år 1857 innan renoveringen, ritat av arkitekten Helgo Zettervall, som även ansvarade för renoveringen.

Ett rådhus i Malmö omtalas första gången 1353. Detta låg strax norr om S:t Petri kyrka, mellan kyrkogården och Adelgatan, vilken var stadens äldsta torggata. 

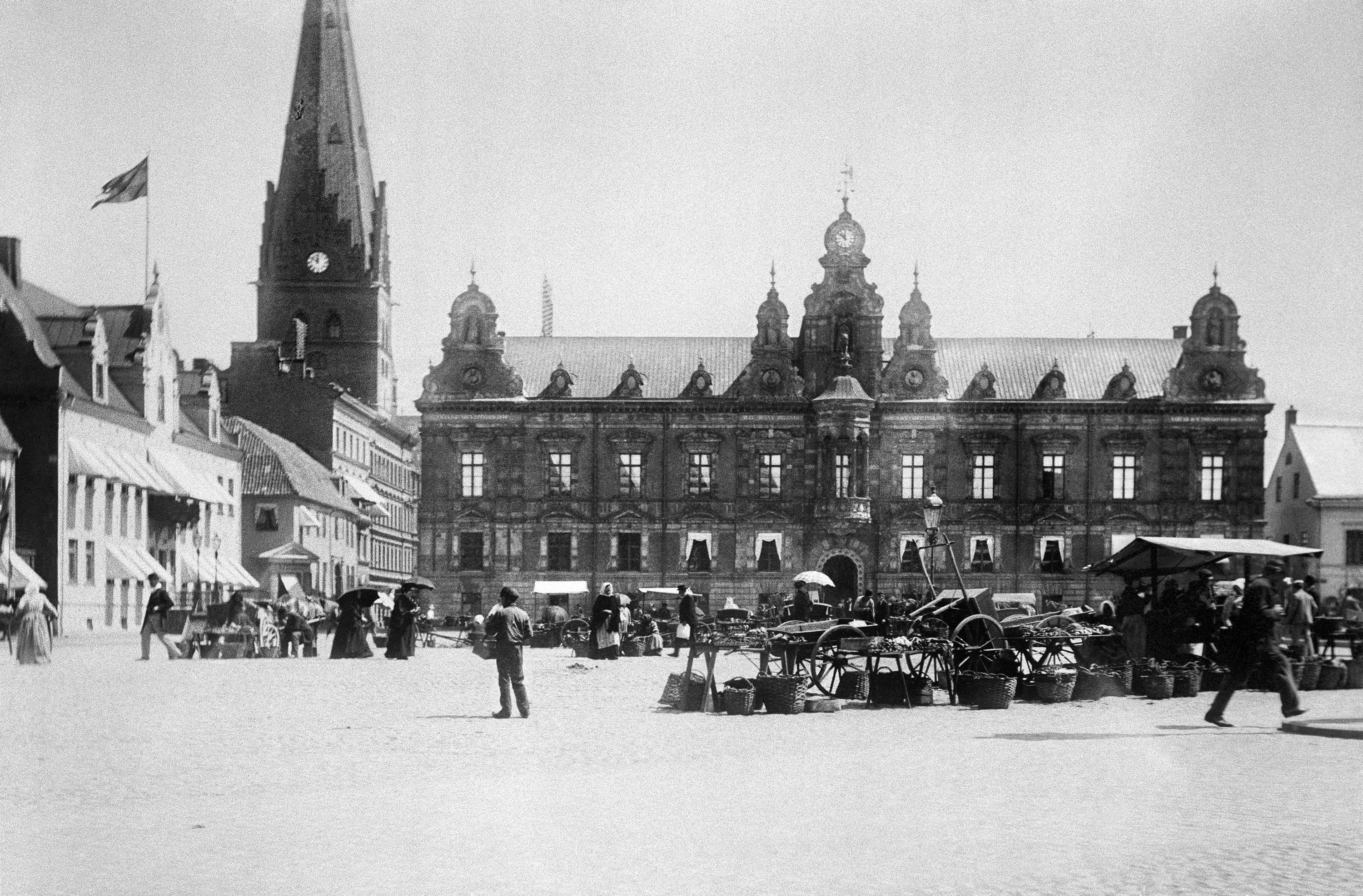
Rådhuset 1865, efter renoveringen av Helgo Zettervall. Bilden är även tagen av honom.

Den 28 januari 1544 lånade Malmö stad ut 300 marck danske till Jörgen Brendere för att han skulle kunna påbörja tegelbränningar i stadens tegelugn. Staden skulle i hyra för tegelugnen erhålla 6000 tegel och 20 läster kalk om året. Den 5 mars 1548 blev hyreskontraktet uppsagt. Avtalet torde ha tillkommit i samband med rådhusets byggande, vilket arbete således pågått från våren 1544 till hösten 1547. 
Dagens rådhusfasad i holländsk renässansstil tillkom på 1860-talet och ersatte då en nyklassicistisk fasad från början av 1800-talet. Arkitekten Helgo Zettervall utformade en mycket fri tolkning av hur den ursprungliga fasaden kunde (eller kanske enligt Zettervall borde) ha sett ut. På fasaden finns skulpturutsmyckningar som bland annat avbildar fyra av Malmös historiskt viktiga män - Jörgen Kock, Mattias Flensburg, Lorenz Isac Bager och Frans Suell - samt gudinnan Themis, flankerad av fyra helfigurer symboliserande åkerbruket, sjöfarten, slöjden och handeln.

## Äldre interiörer
Rådhuset, som är Nordens största uppförda rådhus under 1500- och 1600-talen, är en tvåvåningsbyggnad med källare. Källaren är försedd med två parallella så kallade tunnvalv. Källaren har fortfarande kvar sin 1500-talsstil medan ovanvåningen under 1800-talet försågs med ett väldigt tunnvalv och praktfulla stuckaturer.
I källaren inryms restaurang Rådhuskällaren. Den pampiga Knutssalen på andra våningen för tankarna till spegelsalarna i det franska slottet Versailles, och den är platsen för särskilda festligheter och baler. På samma våningsplan finns också Bernadottesalongen, dit normalt endast kungligheter, ambassadörer o. dyl. har tillträde, och vars väggar pryds med porträtt av samtliga kungar av ätten Bernadotte. I anslutning till denna salong finns den gamla landstingshus-tillbyggnaden med den så kallade Landstingssalen med unika 1600-talsporträtt av danska regenter. 
I anslutning till rådhuset finns i en modern tillbyggnad Kommunfullmäktigesalen för Kommunfullmäktiges sammanträden.

## Malmö Rådhushall och Tingsrättsbyggnaden
År 1958–1959 kompletterades rådhuset med en modern tillbyggnad, ritad av arkitekten Sture Kelfve och med fasadkonst i relief av Thure Thörn. I denna byggnad inryms bland annat Malmö tingsrätt, och i dess källare återfinns fortfarande de medeltida valven från den tidigare bebyggelsen på platsen. Dessutom finns här Malmö Rådhushall för större konstutställningar och andra evenemang.

## Galleri

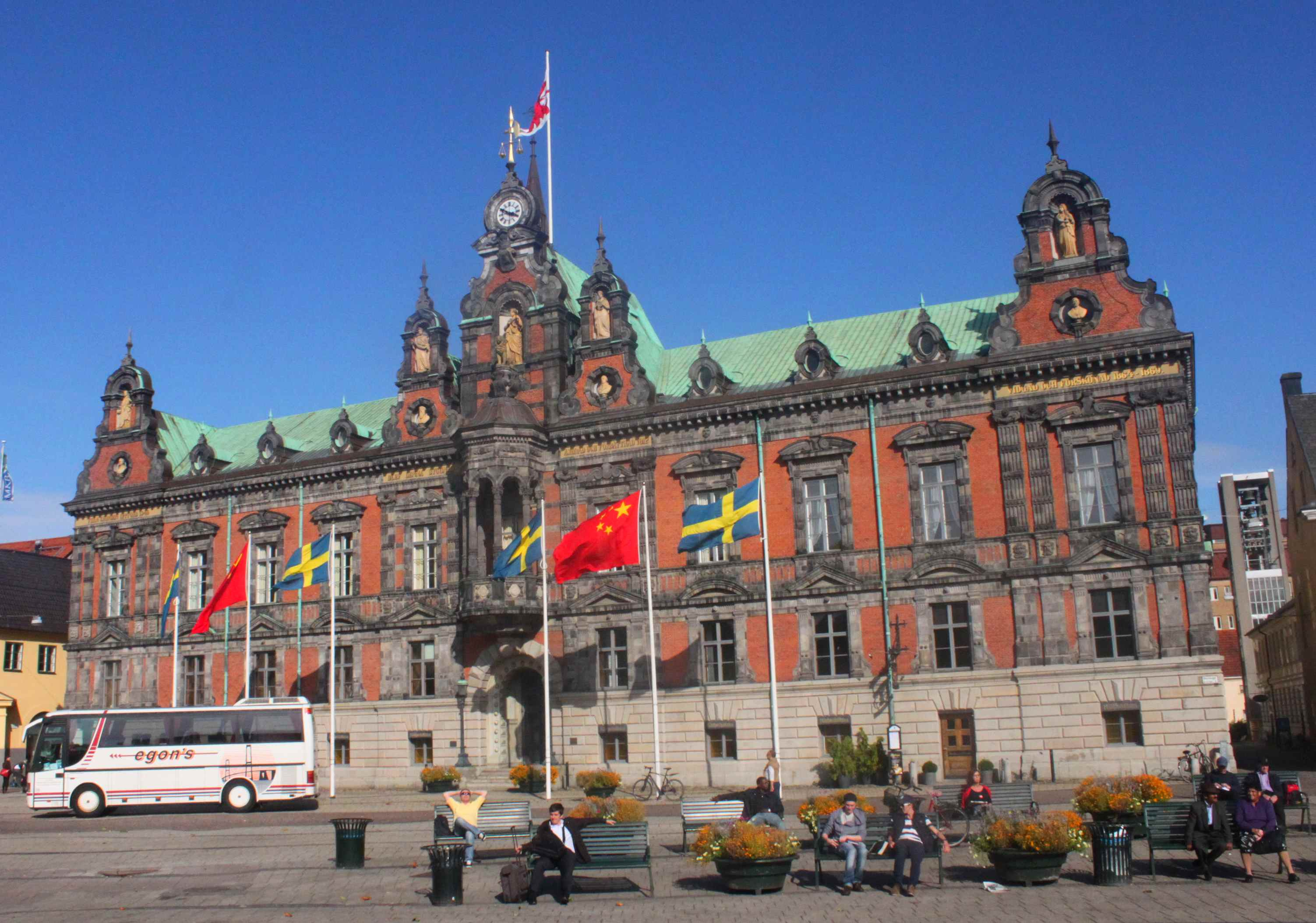
September 2011.
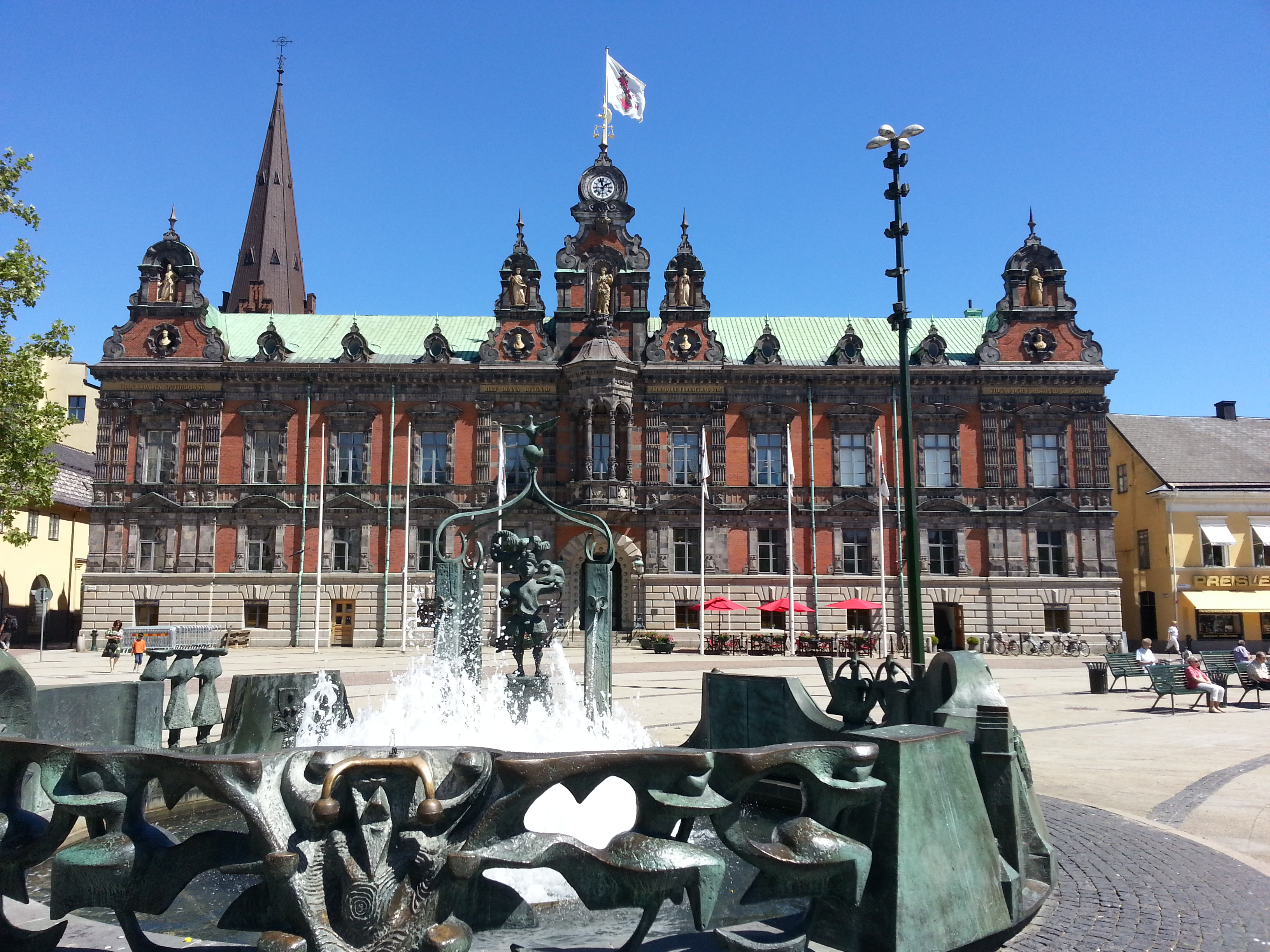
Juni 2013
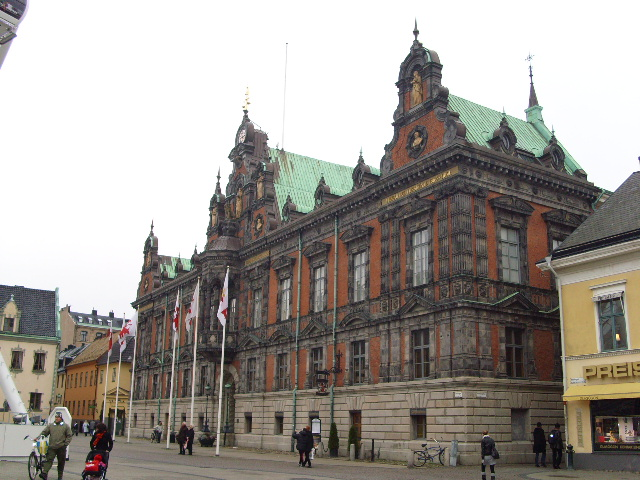
November 2009
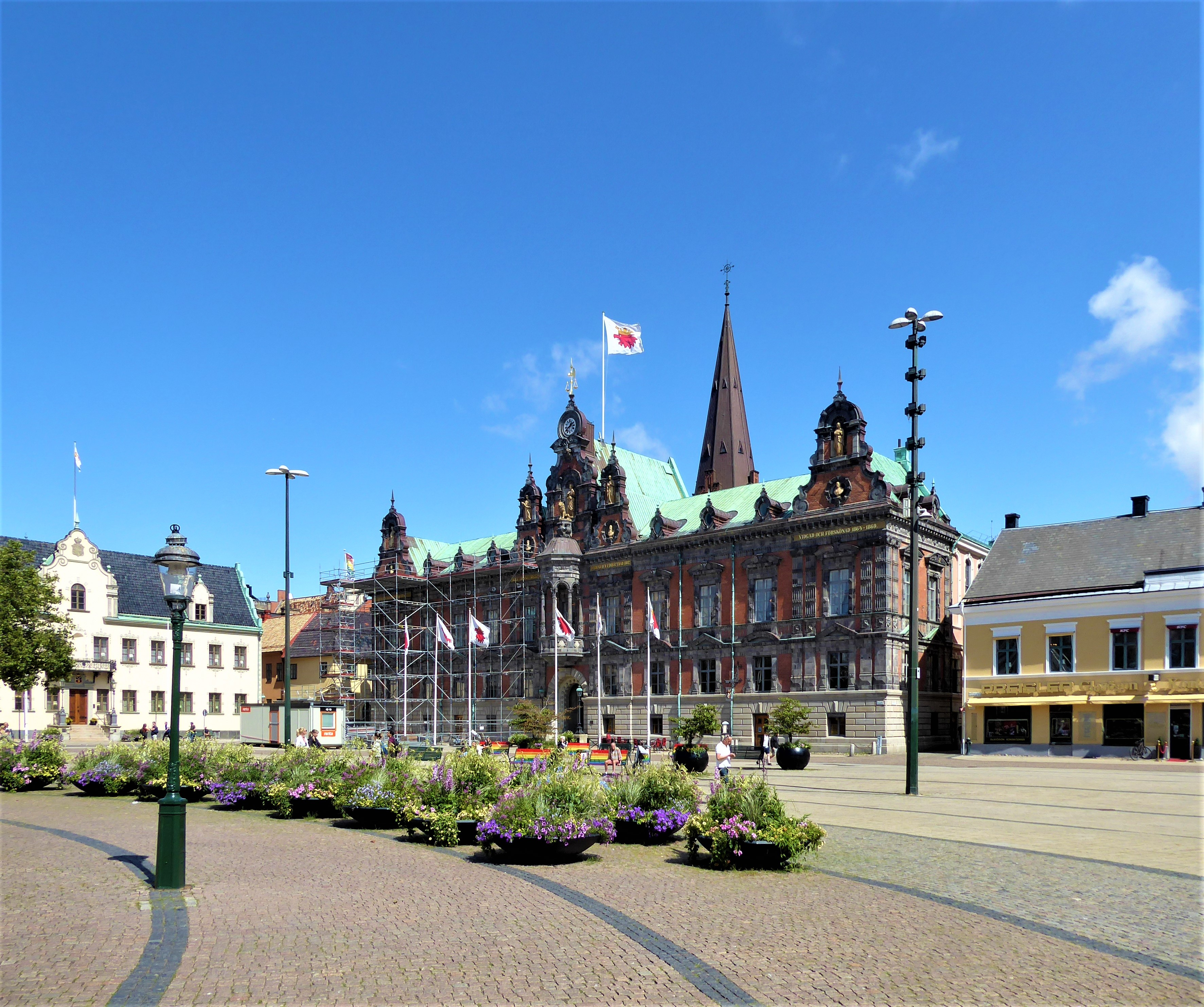
Augusti 2021.
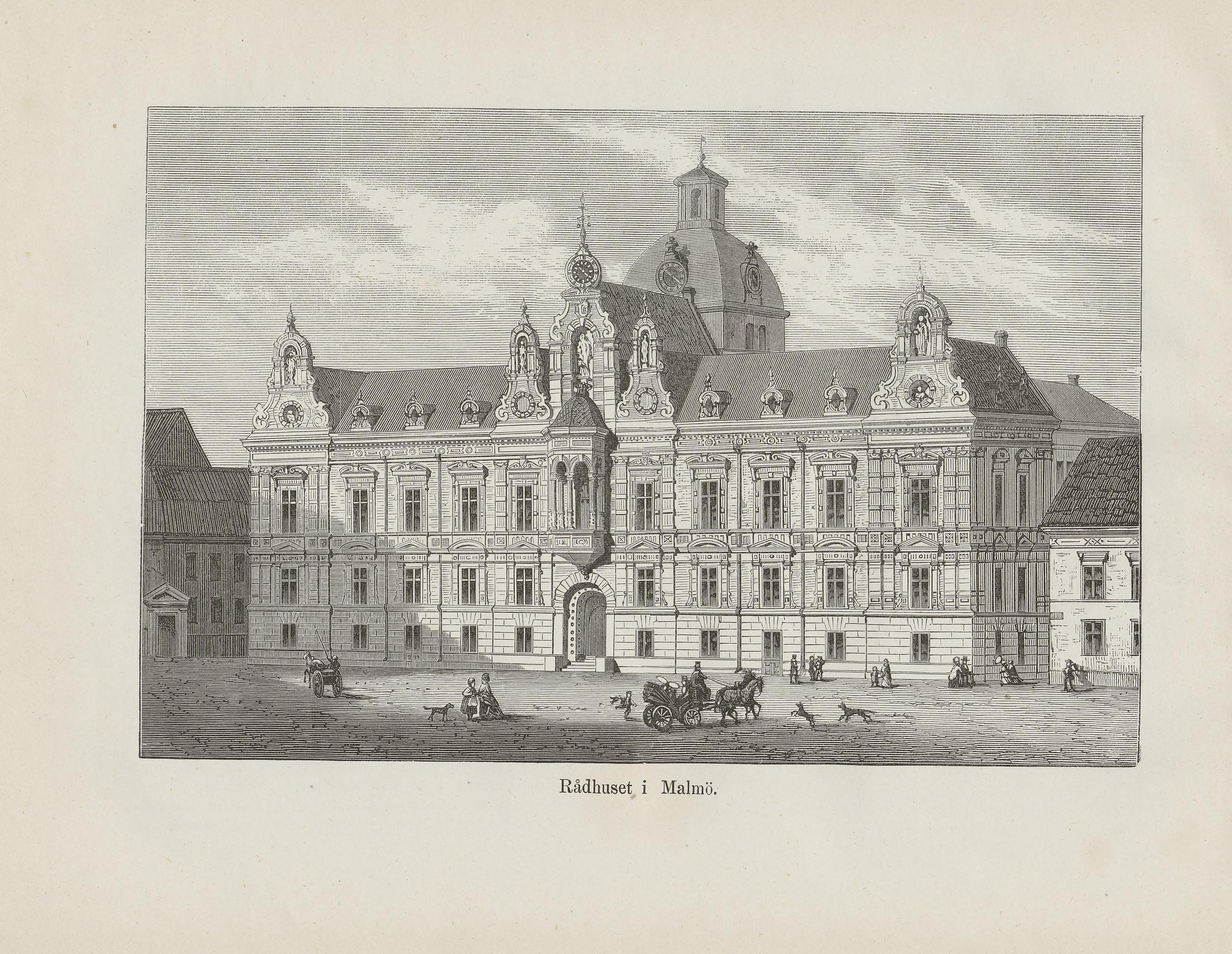
Rådhuset 1875 ur boken Nordiska Taflor.
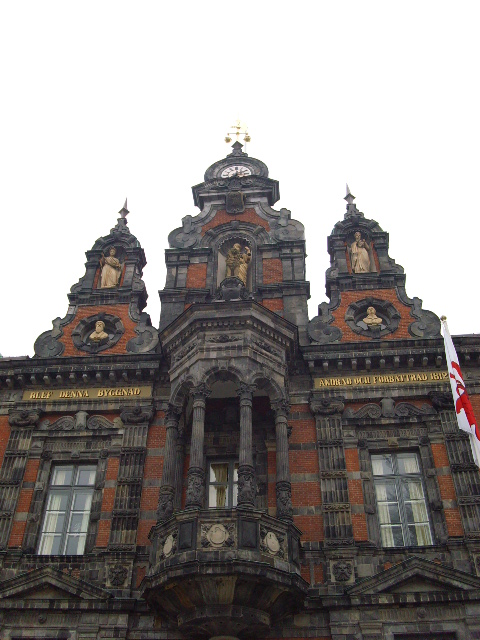
Fasaddetalj 2009
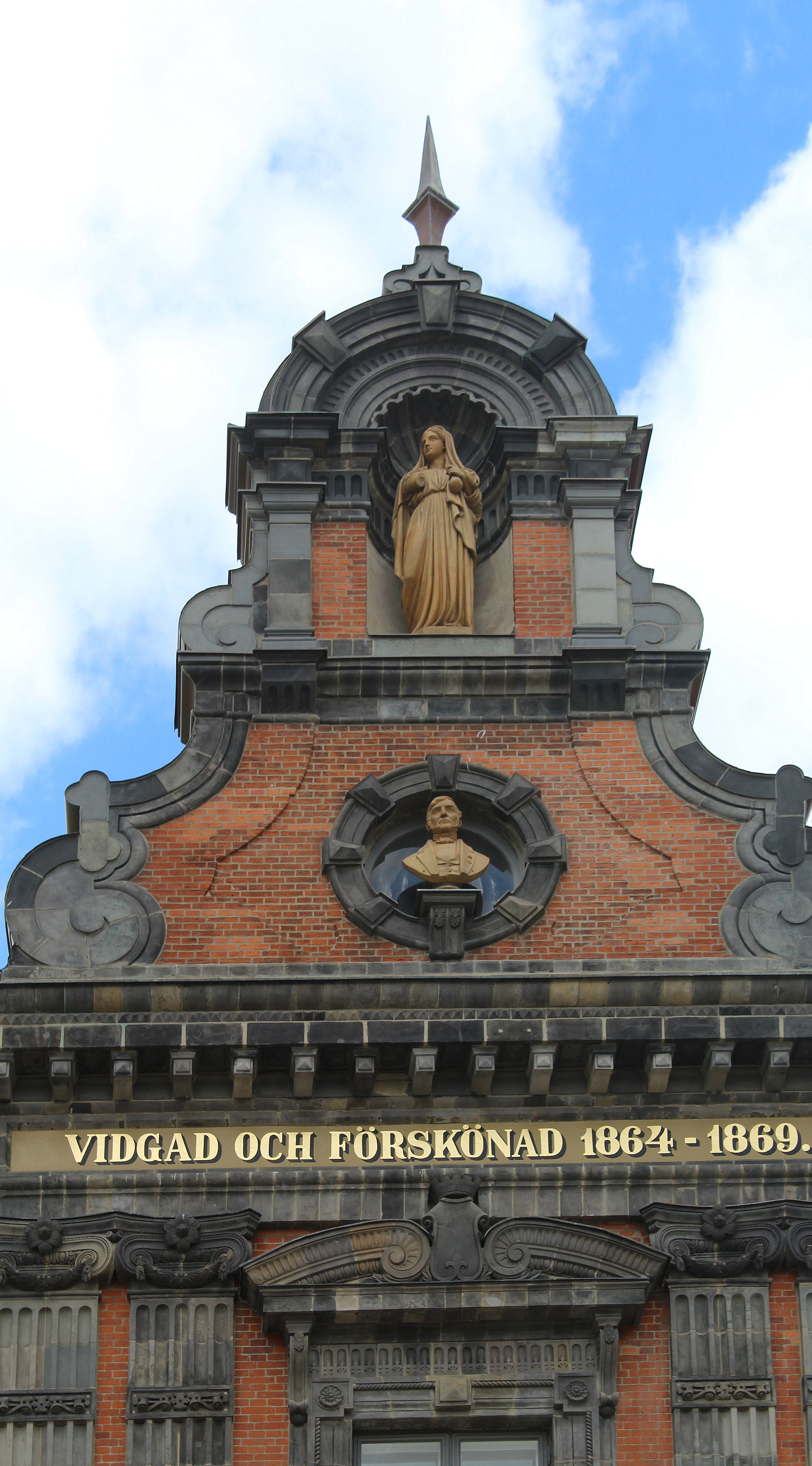
Fasaddetalj 2018.
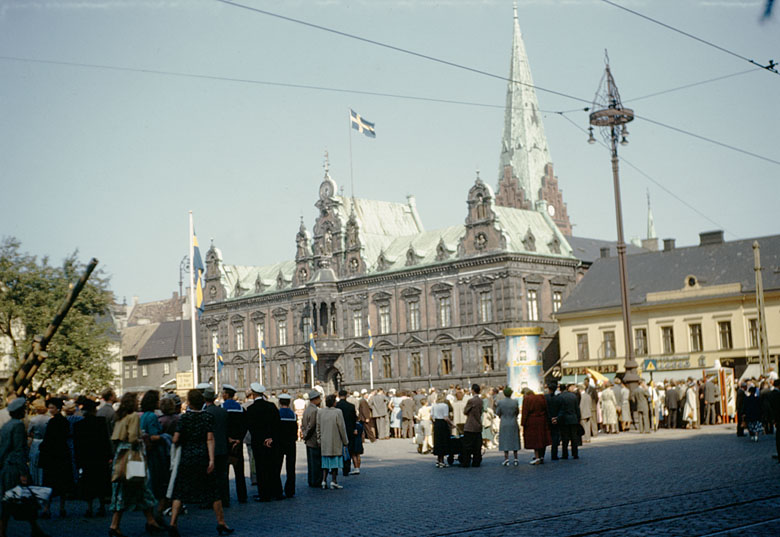
Stortorget på försvarets dag den 28 augusti 1943.
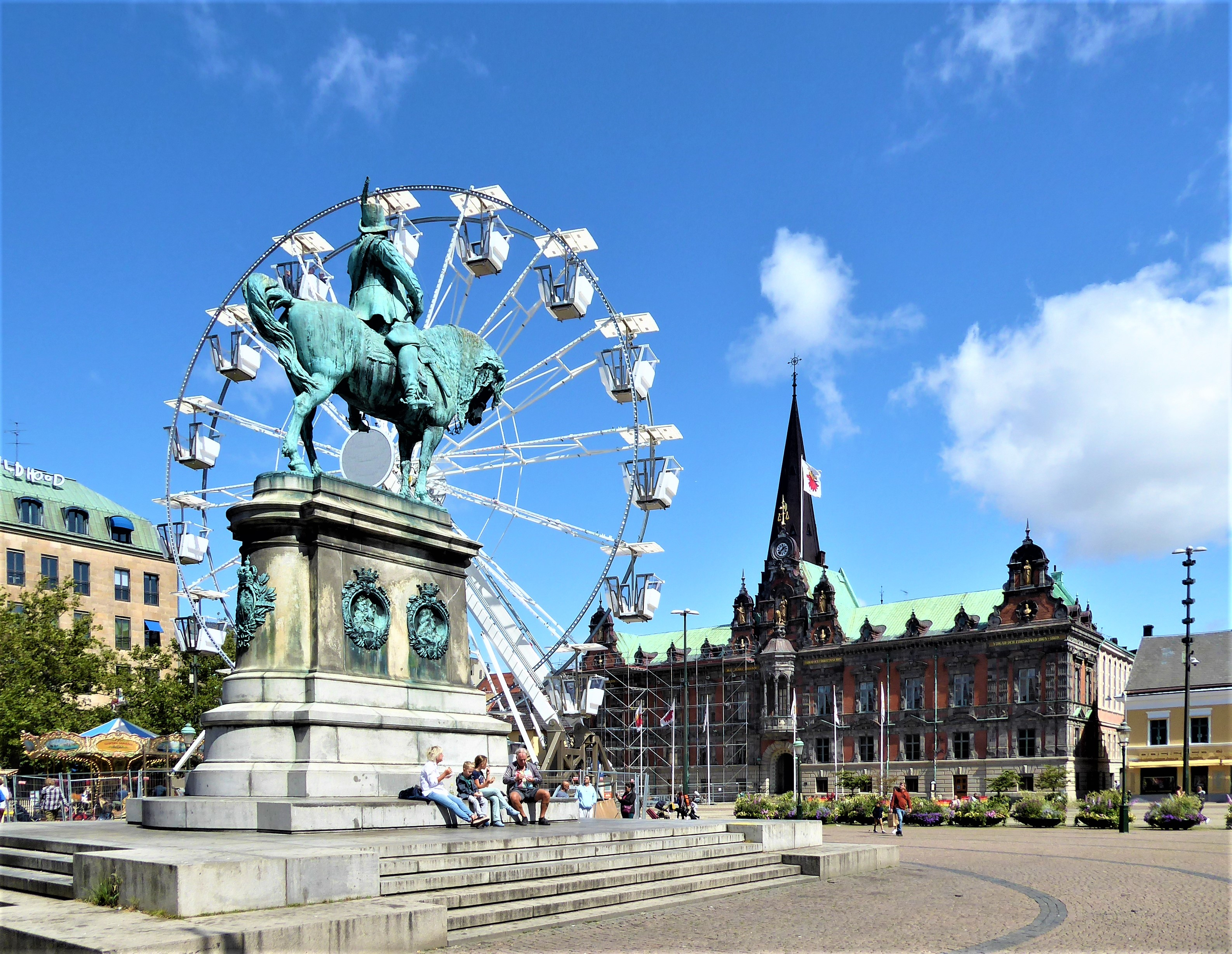
Stortorget och Karl X Gustavsstatyn 2011.
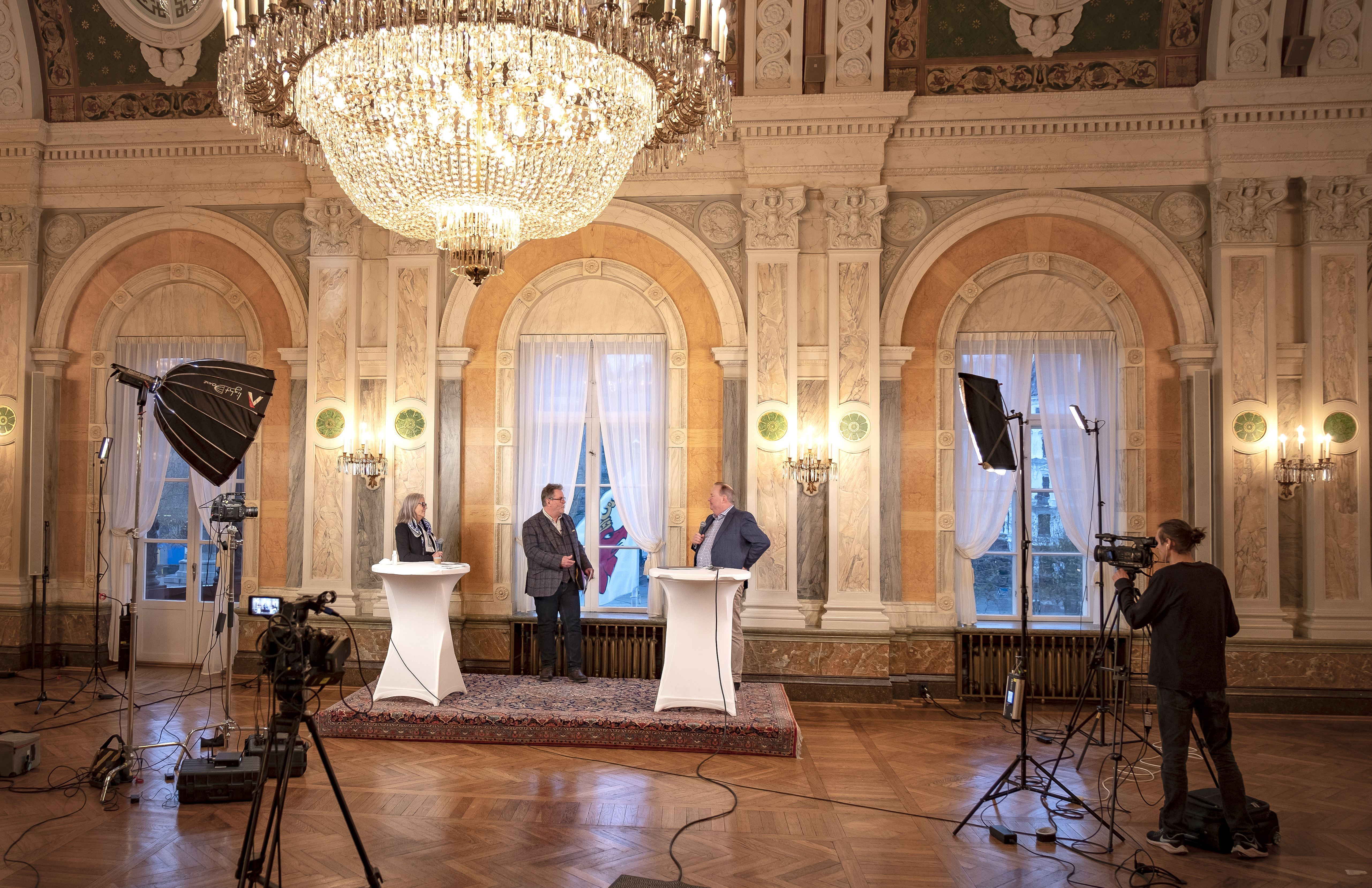
Kerstin Jakobsson (vd Medicon Village), Johan Wessman (vd Øresundsinstituttet) och Ulf G Andersson (vd Medeon) i samtal i samband med att Øresundsinstitutet presenterade analysen ”Life science in Skåne” på Malmö Rådhus november 2020

## Läs mer
- Sydsvenska Dagbladet, 29/1 1978, "Rådhuset - Så ser det ut inuti"
- Guide till Malmös arkitektur", Arkitektur Förlag, 2001